# پل هگیس
پائول ادوارد هَگیس (انگلیسی: Paul Edward Haggis؛ زادهٔ ۱۰ مارس ۱۹۵۳) فیلم‌نامه‌نویس، تهیه‌کننده و کارگردان سینما و تلویزیون اهل کانادا است. هگیس دو بار برنده جایزه اسکار، دو بار برنده جایزه امی و هفت بار برنده جایزه جمینی است. او همچنین در ساخت «ما دنیاییم ۲۵ برای هائیتی» کمک کرد. در نوامبر ۲۰۲۲، او در یک محاکمه مدنی مسئول شناخته شد که ادعا می‌کرد به هالی بریست، روزنامه‌نگار تبلیغاتی تجاوز کرده است و از او خواسته می‌شود ۱۰ میلیون دلار غرامت بپردازد.

## فیلم‌شناسی
- قرمز پرحرارت (۱۹۹۳)[۴] - نویسنده و کارگردان
- محبوب میلیون دلاری (۲۰۰۴)[۴][۵] - نویسنده و تهیه‌کننده
- تصادف (۲۰۰۴) - نویسده، کارگردان و تهیه‌کننده
- آخرین بوسه (۲۰۰۶) - نویسنده
- پرچم‌های پدران ما (۲۰۰۶) - نویسنده
- کازینو رویال (۲۰۰۶) - نویسنده
- نامه‌هایی از ایوو جیما (۲۰۰۶) - نویسنده
- در دره الاه (۲۰۰۷) - نویسنده، کارگردان و تهیه‌کننده
- ذره‌ای آرامش (۲۰۰۸) - نویسنده
- سه روز آینده (۲۰۱۰)[۶] - نویسنده و کارگردان
- شخص سوم (۲۰۱۳) - نویسنده و کارگردان